# Psittacula columboides
La cotorra malabar o cotorra de Malabar (Psittacula columboides) es una especie de ave psitaciforme de la familia de los Psittaculidae que habita en Asia. La sutil combinación de tonos en el plumaje de este psitácido de larga cola le proporciona camuflaje entre las hojas y el ramaje. 
Vive principalmente en los bosques de montaña de hojas anchas y perennes, aunque en los límites de su área de distribución se le ve algunas veces en bosques secos de menor altitud, en compañía de cotorras de cabeza azul. 
La cotorra malabar viaja en general en grupos familiares o pequeñas bandadas. El vuelo es veloz y horizontal, con rápidos batidos de alas. 
Esta especie consigue la mayor parte de su alimento de los árboles del bosque, tomando yemas, néctar y polen de flores, y nueces y frutos tales como higos y bayas. Cuando el bosque limita con un labrantío, la cotorra malabar aprovecha la oportunidad para alimentarse de los cultivos de cereales, arvejas y frutales. 
Es una especie ruidosa, con un agudo reclamo de dos notas ásperas.
Mide alrededor de 38 cm y pesa 140 gramos aprox.
Como mascota:
Es un ave muy nerviosa al principio,pero después agarra confianza al dueño,dentro de su especie es la menos ruidosa y es recomendable tener la hembra,pues el macho puede reaccionar agresivo.